# Katharina von Koppenfels-Spies
Katharina Julia Franziska von Koppenfels-Spies (geb. von Koppenfels; * 10. Juli 1972 in Münster) ist eine deutsche Juristin und Professorin an der Albert-Ludwigs-Universität Freiburg. 

## Leben
Nach dem Abitur am Gymnasium von Bad Iburg studierte von Koppenfels-Spies von 1991 bis 1996 Rechtswissenschaften an der Universität Münster. Im Wintersemester 1993/94 wurde ihr Studium durch ein Auslandssemester an der Université de Poitiers unterbrochen. 1996 legte sie ihr Erstes juristisches Staatsexamen ab, 1999 das Zweite. Noch zuvor, im Mai 1998, promovierte sie in Münster bei Heinz-Dietrich Steinmeyer. Im Anschluss war sie von 2000 bis 2006 wissenschaftliche Assistentin am Lehrstuhl von Steinmeyer. 2005 folgte die Habilitation, mit der von Koppenfels-Spies die Lehrbefugnis für die Fächer Bürgerliches Recht, Arbeitsrecht, Sozialrecht und Privatversicherungsrecht verliehen wurde.
Nach kurzzeitigen Lehraufträgen in Nijmegen, Łódź und Münster ist von Koppenfels-Spies seit dem Wintersemester 2006/07 Direktorin des Instituts für Wirtschaftsrecht, Arbeits- und Sozialrecht, Abteilung III Sozialrecht an der Universität Freiburg. Darüber hinaus lehrt sie unter anderem  im Rahmen der Masterstudiengänge "Medizinrecht" und "Altersvorsorge" an der Universität Münster und an der Verwaltungs- und Wirtschaftsakademie Freiburg. Sie ist unter anderem Mitglied der Zivilrechtslehrervereinigung, im Deutschen Sozialrechtsverband und der Vereinigung der Arbeitsrechtslehrer.
Von Koppenfels-Spies ist verheiratet und Mutter einer Tochter.

## Veröffentlichungen (Auswahl)
- Die außerordentliche arbeitgeberseitige Kündigung bei einzel- und tarifvertraglich unkündbaren Arbeitnehmern, Duncker & Humblot, Berlin 1998 .  ISBN 978-3-428-09622-0 (zugleich Dissertation).
- Die cessio legis, Mohr Siebeck, Tübingen 2006,  ISBN 978-3-16-148989-1 (zugleich Habilitation).
- Angehörigenpflege und Beschäftigung : Familienpflegezeit und Pflegezeit, C.H. Beck, München 2016, ISBN 978-3-406-69302-1
- Sozialrecht, Mohr Siebeck, Tübingen 2018, ISBN 3-16-156087-6; zweite vollständig aktualisierte Auflage 2024, ISBN 978-3-16-162301-1 (Lehrbuch)
- Eichenhofer/von Koppenfels-Spies/Wenner (Hg.), Kommentar zum Sozialgesetzbuch I, 2. Aufl., Luchterhand, Köln 2018, ISBN 978-3-472-09532-3
- Eichenhofer/von Koppenfels-Spies/Wenner (Hg.), Kommentar zum Sozialgesetzbuch V, 3. Aufl., Luchterhand, Köln 2018, ISBN 978-3-472-08997-1

Hinzu kommen zahlreiche Aufsätze in diversen Zeitschriften, wie etwa  Vertragsstrafen im Arbeitsrecht nach der Schuldrechtsreform, in: Neue Zeitschrift für Arbeitsrecht, 2002 oder Irrwege bei den Wegeunterbrechungen, in: Neue Zeitschrift für Sozialrecht, 2014.